# La Valchiria
La Valchiria (in tedesco Die Walküre) è il secondo dei quattro drammi musicali che costituiscono - insieme a L'oro del Reno, Sigfrido e Il crepuscolo degli dei - la Tetralogia L'anello del Nibelungo, di Richard Wagner.
Fu rappresentata per la prima volta singolarmente il 26 giugno 1870 a Monaco di Baviera per volontà di re Ludwig II di Baviera e contro le intenzioni dell'autore diretta da Franz Wüllner. Andò in scena all'interno dell'intera Tetralogia per la prima volta il 14 agosto 1876 al teatro di Bayreuth con Johanna Wagner (Schwertleite), Lilli Lehmann (Helmwige) e Hans Richter.

## Trama
La trama della vicenda segue da quella dell'Oro del Reno (prima opera della tetralogia).

### Antefatto
Dopo essersi impossessato dell'oro del Reno, il nibelungo Alberich ha forgiato con esso un terribile anello, che rende chiunque lo possieda padrone del mondo. Wotan, padre degli dèi, lo ruba e lo cede a due giganti Fasolt e Fafner per pagare la costruzione del Valhalla. Fafner uccide Fasolt, prende l'anello per sé e lo nasconde in una caverna. Consapevole del pericolo che gli dèi correrebbero se Alberich tornasse in possesso dell'anello, ma impossibilitato a recuperarlo a causa del patto che ha stretto coi giganti, Wotan si mescola agli uomini assumendo le spoglie del viandante Wälse; unendosi alla principessa Hljod genera la stirpe dei Velsunghi (chiamati anche Wälsi o Wälsídi) a cui appartengono i figli mortali Siegmund e Sieglinde: in essi egli ripone la speranza di rigettare l'anello nel Reno e riportare l'amore nel mondo. Siegmund è cresciuto con suo padre nella selva, all'oscuro della sua vera identità; Sieglinde è stata rapita ancora bambina e costretta a sposarsi con Hunding, il capo di una stirpe nemica.

### Atto Primo
Capanna di Hunding

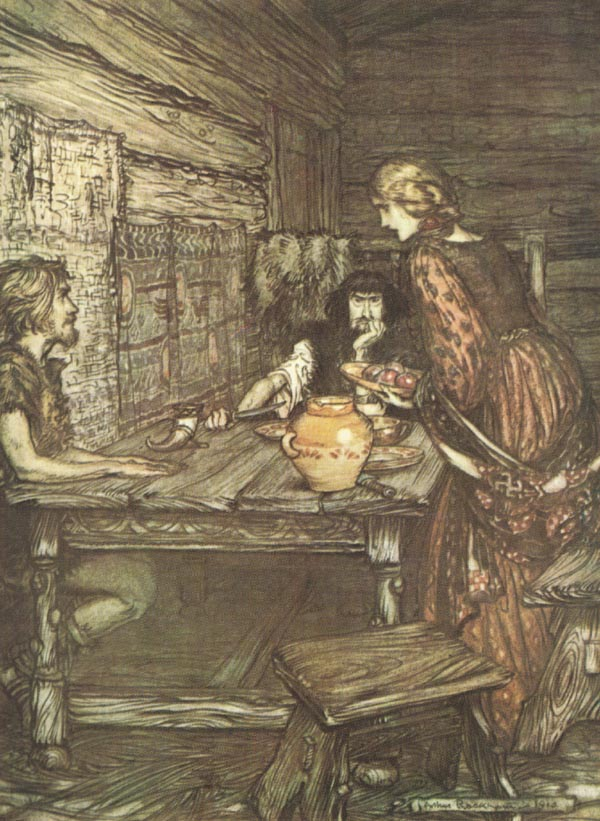
Siegmund, Sieglinde e Hunding, illustrazione di Arthur Rackham

Durante una tempesta, un viandante stremato chiede ospitalità a Sieglinde; in assenza del marito, ella lo accoglie e gli offre da bere: lui le spiega di essere perseguitato dalla sventura, che si estende a chiunque gli si mostri ospitale; fa dunque per andarsene allo scopo di proteggerla, ma Sieglinde insiste affinché egli resti fino all'arrivo del marito. Tra i due è infatti nato un istintivo affetto.
Hunding rientra a casa e trova lo straniero; nonostante sospetti della sorprendente somiglianza tra lui e la moglie, gli offre ospitalità e lo invita a raccontare cosa gli sia accaduto. L'ospite inizia a narrare: quand'era ancora fanciullo, il clan dei Neidinge aveva dato alle fiamme la sua dimora, ucciso la madre e rapito la sorella gemella, mentre lui e il padre erano a caccia; aveva quindi vissuto per anni nella foresta perseguitato dai Neidinge, vagabondando col padre fino a perderne misteriosamente le tracce. Aveva provato allora a tornare tra gli uomini, ma era stato emarginato a causa della maledizione che si porta addosso; poco tempo addietro aveva infine difeso una fanciulla dai suoi stessi familiari, ma le sue armi si erano spezzate e lui era dovuto scappare, non potendo impedire la violenta morte della ragazza. Hunding dichiara quindi di appartenere ai Neidinge: per questo lo sfida a duello la mattina seguente, prima di ritirarsi a dormire trascinando con sé Sieglinde.
Rimasto solo, l'uomo medita davanti al focolare; all'improvviso, una lingua di fuoco si alza dal camino e va a incenerire un tronco d'albero, rivelando all'interno l'elsa di una spada nascosta. Intanto Sieglinde, addormentato il marito con un sonnifero, torna dall'ospite e gli rivela che quella spada era stata lì infissa da un misterioso viandante, in cui lei aveva riconosciuto il padre Wälse, il giorno del suo matrimonio forzato con Hunding: molti guerrieri avevano tentato di estrarla, ma invano, poiché essa è destinata all'eroe che l'avrebbe salvata. A quel punto Sieglinde riconosce nel viandante suo fratello: quando gli rivela che il suo nome è Siegmund, l'eroe afferra l'elsa della spada e la estrae dal tronco di frassino. I due fratelli si abbandonano quindi alla passione.

### Atto secondo
Wingolf, la montagna delle Valchirie
Le nove Valchirie vengono chiamate a raccolta da Wotan sulla cima del Wingolf; il padre degli dei sceglie la sua preferita Brunnhilde perché protegga Siegmund nel duello contro Hunding. Sopraggiunge però Fricka, moglie di Wotan e dea del matrimonio: furiosa, ella racconta che Hunding ha scoperto la relazione dei due fratelli, e si è rivolto a lei per riparare l'oltraggio. La dea accusa Wotan di averla tradita per generare Siegmund, e di volerla ulteriormente umiliare favorendo l'uomo nonostante abbia violato le leggi divine unendosi alla sorella. Wotan è dunque costretto a rinunciare a proteggere Siegmund, e richiama Brunnhilde per ritirare l'ordine impartitole.
In assenza di Fricka, Wotan si confida con la Brunnhilde e le narra tutte le vicende che hanno portato a quei tristi eventi; al colmo dell'angoscia, arriva perfino a benedire il figlio del suo nemico, e ordina a Brunnhilde di uccidere Siegmund. A nulla valgono le proteste della Valchiria: risoluto a mantenere il giuramento fatto a sua moglie, Wotan si allontana disperato.
Intanto Siegmund e Sieglinde sono in fuga da Hunding: la donna è colta da tremendi presagi, e prevede la sua morte per mano del marito. A nulla valgono i tentativi del suo amato di riportare la calma: ella sviene in preda al delirio.

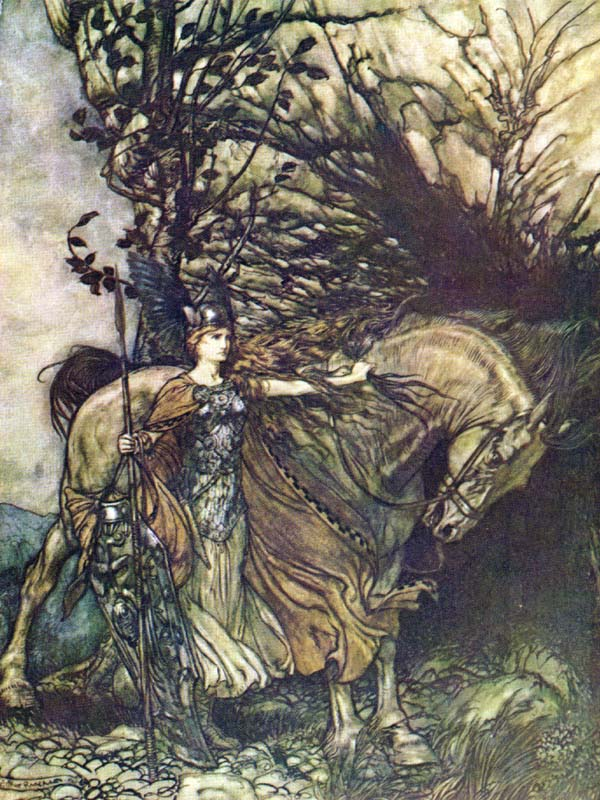
La valchiria Brunilde. Illustrazione di Arthur Rackham.

Arriva Brunnhilde, che può essere vista dal solo Siegmund, poiché le valchirie hanno il compito di raccogliere gli eroi morti per portarli al Valhalla. Siegmund comprende dunque di essere prossimo a una morte eroica, ma sa che Sieglinde non potrebbe sopravvivere senza di lui, e sfidando l'ira degli dèi rifiuta di abbandonarla. Commossa dall'amore dei due giovani, Brunnhilde decide di contravvenire agli ordini di Wotan e donare la vittoria a Siegmund.
Irrompe Hunding, e il duello ha inizio. Brunnhilde, col suo scudo, protegge Siegmund dai colpi del nemico: la sua vittoria sembra ormai certa, quando d'improvviso appare Wotan, che spezza con la sua lancia la spada del figlio e lascia che Hunding lo colpisca a morte. Brunnhilde fugge atterrita, portando Sieglinde con sé. Prima di lanciarsi al suo inseguimento, Wotan chiede a Hunding di riferire a Fricka l'esito del loro giuramento; dinanzi all'atteggiamento sprezzante del guerriero, Wotan lo uccide fulminandolo.

### Atto terzo
Montagna di Midgard
Le nove valchirie si danno convegno sui loro cavalli alati, ma sono sconcertate nel vedere Brunnhilde arrivare insieme a Sieglinde, la quale implora a gran voce di essere uccisa. Dopo i primi attimi di titubanza, le valchirie le consigliano di scappare nella foresta orientale, dove il potere di Wotan non ha alcun effetto: laggiù vive infatti Fafner, che, trasformatosi in drago, custodisce l'anello del Nibelungo.
Wotan raggiunge le valchirie, in cerca della traditrice Brunnhilde. Mentre le sorelle, terrorizzate dalla sua collera, si disperdono, Brunnhilde si fa avanti per affrontare eroicamente il castigo; ella chiede tuttavia pietà per Sieglinde, mostrandogli i pezzi della spada che lei ha salvato dalla dispersione, ma invano: Wotan la condanna a cadere in un sonno mortale, rendendola preda di qualunque mortale.

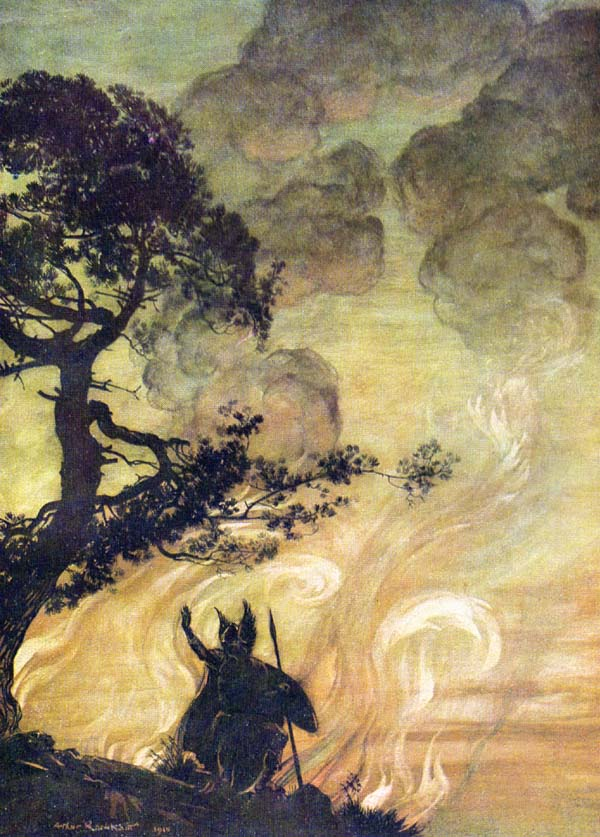
L'incantesimo del fuoco. Illustrazione di Arthur Rackham.

Brunnhilde accetta il castigo e si addormenta. Wotan, commosso di fronte al suo sacrificio, modifica il suo castigo facendo sì che la Valchiria possa essere svegliata non da un mortale qualsiasi, ma solo da un eroe superiore a lui nella forza; pertanto porta il suo corpo esanime sulla cima del monte e, con l'aiuto della sua magica lancia, circonda il sepolcro da un mare di fiamme, lanciando un monito:
“Chi teme la punta della mia lancia, mai attraversi il fuoco!”
Prima di ritirarsi sconfitto, Wotan guarda Brunnhilde per l'ultima volta: la musica del finale preannuncia l'arrivo di Sigfrido, figlio di Siegmund e Sieglinde, il futuro eroe che tenterà di liberare il mondo dal male.

## Organico orchestrale
La partitura di Wagner prevede l'utilizzo di:
- 3 flauti, di cui 2 suonano anche l'ottavino; 3 oboi e 1 corno inglese; 3 clarinetti e 1 clarinetto basso; 3 fagotti;
- 8 corni che suonano anche 2 tube di Wagner in SI bemolle e 2 tube di Wagner in FA; 3 trombe e 1 tromba bassa; 4 tromboni (due tenori, uno basso e uno contrabbasso in Fa); 1 tuba contrabbassa (Basso Tuba).
- 8 timpani, grancassa, piatti, triangolo, tamburo, tam-tam, glockenspiel
- 6 arpe
- 16 violini primi, 16 violini secondi, 12 viole, 12 violoncelli, 8 contrabbassi

## Curiosità
- Nella celeberrima scena del film Apocalypse Now, nella quale il colonnello Kilgore ordina ai militari statunitensi di attaccare un villaggio di vietnamiti, i soldati fanno partire, dagli elicotteri in cui sono stipati, alcune registrazioni del brano La cavalcata delle Valchirie, dal terzo atto de La Valchiria, per spaventare i Viet Cong.
- La tetralogia del Nibelungo fu tra i brani preferiti dalle alte gerarchie naziste; in quest'ottica, la Cavalcata viene usata nel film The Blues Brothers quando i due fratelli sono inseguiti dai nazisti dell'Illinois.
- Per il film Il mio nome è Nessuno, il compositore Ennio Morricone ha usato un brevissimo passaggio della Cavalcata dentro il tema della banda "il Mucchio Selvaggio".
- Secondo il critico Jean-Jacques Nattiez (dal libro: Tristan und Isolde, edizioni del Teatro alla Scala, 2007), il brusco accordo finale che chiude il primo atto sarebbe l'evocazione musicale del colpo di reni di Siegmund che penetra Sieglinde.

## Riconoscimenti discografici e DVD
- Die Walküre, Solti/Crespin/Hotter/King/Ludwig/Nilsson/Wiener Philharmoniker, 1965 Decca ha vinto il Grammy Award for Best Opera Recording 1967
- Walkiria - Levine/MET/Behrens/Norman/Moll, 1988 Deutsche Grammophon (DVD) - Grammy Award for Best Opera Recording 1990
- Walkiria - Levine/Voigt/Westbroek/Terfel, 2010 Deutsche Grammophon (DVD)